# Марк Тьюксбері
Марк Тьюксбері (англ. Mark Tewksbury, 7 лютого 1968) — канадський плавець.
Олімпійський чемпіон 1992 року, призер 1988 року.
Призер Чемпіонату світу з водних видів спорту 1991 року.
Переможець Пантихоокеанського чемпіонату з плавання 1987 року, призер 1989, 1991 років.
Переможець Ігор Співдружності 1986, 1990 років.